# Посещаемость церкви
Посещаемость церкви характеризуется долей населения, регулярно присутствующих на богослужениях в церквях, или, в более широком смысле, в религиозных церемониях, проводимых любыми религиозными организациями.
Нижеследующая статистика в основном взята из отчета Гэллапа за 2004 г., и не отражает текущее состояние из-за продолжающейся секуляризации.
| Страна         | Регулярно посещают церковь хотя бы раз в неделю |
| -------------- | ----------------------------------------------- |
| Мальта         | 75%                                             |
| Польша         | 63%                                             |
| Ирландия       | 46%                                             |
| США            | 43%                                             |
| Словакия       | 33%                                             |
| Италия         | 31%                                             |
| Португалия     | 29%                                             |
| Греция         | 27%                                             |
| Кипр           | 25%                                             |
| Испания        | 21%                                             |
| Канада         | 20%                                             |
| Австрия        | 18%                                             |
| Словения       | 18%                                             |
| Литва          | 14%                                             |
| Франция        | 12%                                             |
| Великобритания | 12%                                             |
| Венгрия        | 12%                                             |
| Чехия          | 11%                                             |
| Бельгия        | 7%                                              |
| Латвия         | 7%                                              |
| Россия         | 7%                                              |
| Финляндия      | 5%                                              |
| Швеция         | 5%                                              |
| Эстония        | 4%                                              |
| Норвегия       | 3%                                              |
| Дания          | 3%                                              |

Исследование, проведенное в 2008 г показало следующие цифры для респондентов, никогда не посещающих церковь (за исключением особых случаев):
- <10%: Кипр, Греция, Польша
- 10-20%: Хорватия, Италия, Украина
- 20-30%: Турция(ислам), Португалия
- 30-40%: Эстония, Россия, Германия, Швеция
- 40-50%: Израиль(иудаизм), Испания, Нидерланды
- 50-60%: Бельгия, Британия, Франция
- >60%: Чехия

## Влияние отца на посещаемость церкви
В Швейцарии в 2000 году было опубликовано исследование, показавшее, что основным фактором, влияющим на то, будет ли ребёнок посещать церковь, является то, ходит ли в церковь отец. Если отец не посещает службы регулярно, то только один из ~50 детей будет регулярно её посещать, независимо от того, насколько регулярно в церкви бывает мать. Если отец ходит в церковь нерегулярно, от 1/2 до 2/3 детей посещают церковь регулярно или от случая к случаю. Если отец ходит в церковь регулярно, от 2/3 до 3/4 детей будут посещать церковь.